# Win Morisaki

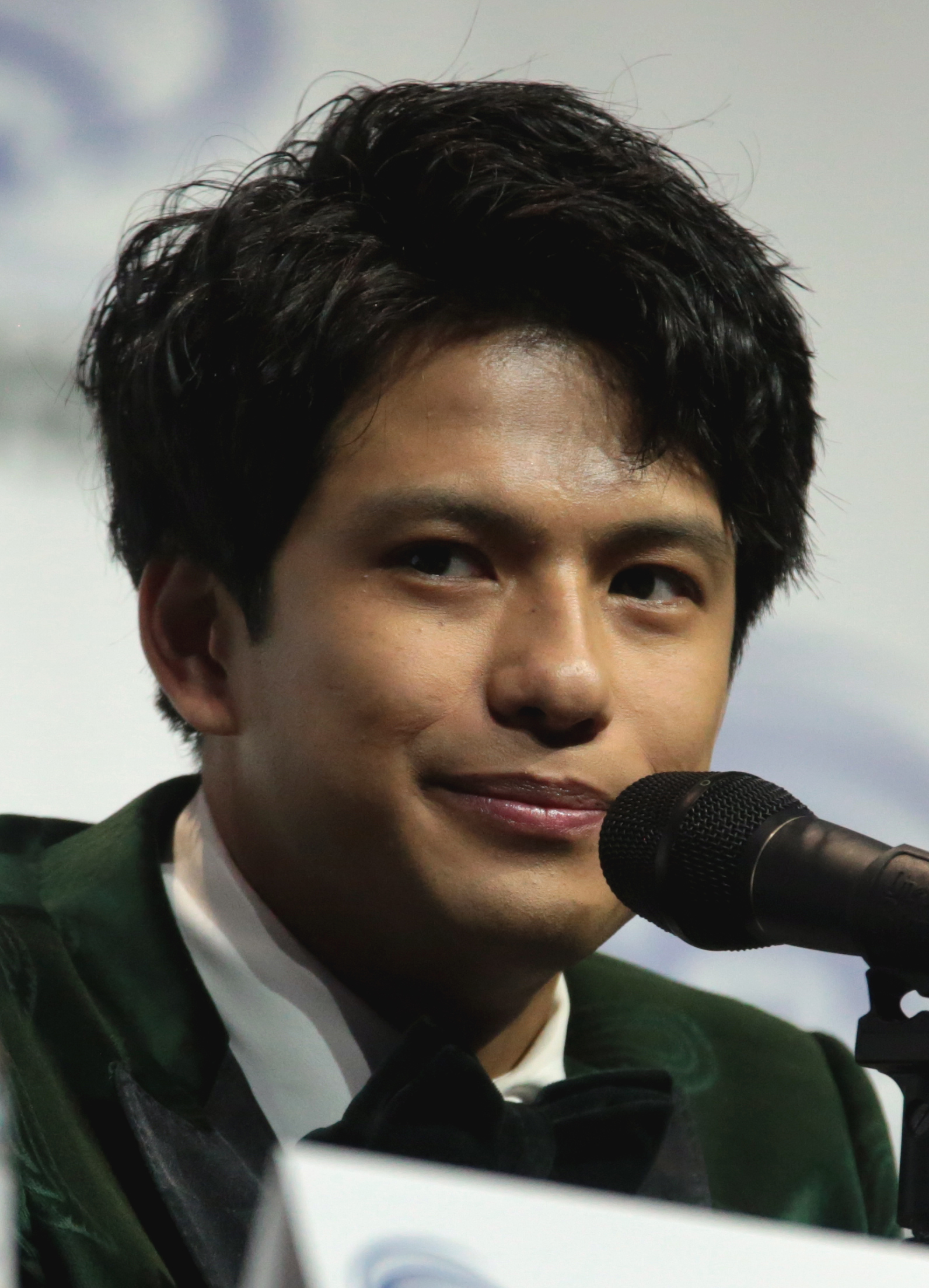
Win Morisaki auf der WonderCon (2018)

Win Morisaki (jap. 森崎ウィン Morisaki Win, Birmanisch: မိုရီဆာကီဝင်း; * 20. August 1990 in Rangun, Myanmar) ist ein japanisch-myanmarischer Schauspieler und Sänger. Er ist unter anderem Leadsänger der Boygroup PrizmaX.

## Frühe Jahre
Win Morisaki wurde als Sohn burmesischer Eltern in Rangun geboren. Seine Eltern arbeiteten in Japan, weshalb er seine Kindheit bei seiner Großmutter verbrachte und erst mit zehn Jahren zu seinen Eltern nach Japan zog. Im Alter von 14 Jahren wurde die Unterhaltungsindustrie auf ihn aufmerksam.

## Karriere
Im Jahr 2008 trat Morisaki der Boygroup PrizmaX bei, die es mit wechselnden Namen bereits seit dem Jahr 2002 gibt und dem Genre des J-Pops zugeordnet ist. Ebenfalls 2008 übernahm er seine erste Schauspielrolle. So spielte er in der Serie Gakkô ja oshierarenai! eine wiederkehrende Rolle und war seitdem hauptsächlich in japanischen und burmesischen Produktionen zu sehen. 2009 gab er mit Gokusen: The Movie sein Filmdebüt. 
Einem internationalen Publikum wurde Morisaki 2018 durch seine Rolle als Daito in Steven Spielbergs Science-Fiction-Film Ready Player One, in dem er etwa an der Seite von Tye Sheridan, Olivia Cooke, Simon Pegg, Ben Mendelsohn, T.J. Miller und Mark Rylance zu sehen war. 
Der Englischen Sprache ist er noch nicht komplett mächtig.

## Filmografie (Auswahl)

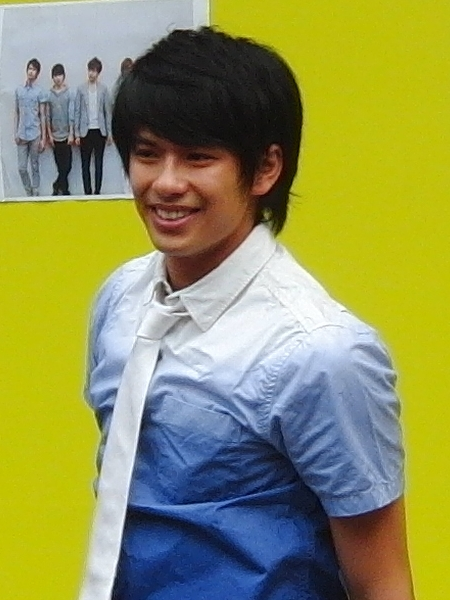
Morisaki (2013)

- 2008: Gakkô ja oshierarenai! (Fernsehserie, 10 Episoden)
- 2009: Gokusen: The Movie
- 2009: Kamen raidâ Daburu (Fernsehserie, 2 Episoden)
- 2011: Tengoku kara no êru
- 2012: Sherî
- 2012–2013: Ten no hakobune (Mini-Serie, 5 Episoden)
- 2013: Namonaki Doku (Mini-Serie, 11 Episoden)
- 2014: Peter no sôretsu (Mini-Serie, Episode 1x01)
- 2016: Tôkyô Joshi Zukan (Tokyo Girl; als Takayuki)
- 2018: Ready Player One
- 2018: Kujira No Shima No Wasuremono
- 2018: My Country My Home
- 2018: Miss Sherlock (Fernsehserie, Episode 1x01)
- 2019: Kaijû no kodomo  (Stimme)
- 2019: Mitsubachi to enrai